# 707
Évszázadok: 7. század – 8. század – 9. század
Évtizedek: 650-es évek – 660-as évek – 670-es évek – 680-as évek – 690-es évek – 700-as évek – 710-es évek – 720-as évek – 730-as évek – 740-es évek – 750-es évek
Évek: 702 – 703 – 704 – 705 –  706 – 707 – 708 – 709 – 710 – 711 – 712

## Események

### Európa
- Meghal VII. János pápa. Utódjául a szíriai származású Sisinniust választják, aki azonban igen idős és a köszvény annyira gyötri, hogy kezeivel enni sem képes. Felszentelése a ravennai arkhón jóváhagyásra való várakozás miatt három hónapot késik és csak a következő év januárjában kerül rá sor.[1]

### Omajjád Kalifátus
- AL-Valíd kalifa öccse, Maszlama ibn Abd al-Malik az előző évi kudarc után sereget vezet Kilikiába és ostrom alá veszi Tüanát.
- A Baleári-szigetek meghódolnak az araboknak, cserébe megtarthatják autonómiájukat.

### Japán
- 23 éves korában meghal Monmu császár. A trónt 5 éves fia, Sómu nagykorúságáig Monmu anyja, Genmei foglalja el.

## Születések
- Abd al-Raḥmán al-Avzáí, teológus, jogtudós, a szunnita jogtudomány Avzáí-iskolájának alapítója

## Halálozások
- július 18. – Monmu, japán császár
- október 18. – VII. János pápa[1]
- Ióannész Marón, a maronita egyház első pátriárkája

## Fordítás
- Ez a szócikk részben vagy egészben  a(z)   707 című angol Wikipédia-szócikk ezen változatának fordításán alapul.  Az eredeti cikk szerkesztőit annak laptörténete sorolja fel. Ez a jelzés csupán a megfogalmazás eredetét és a szerzői jogokat jelzi, nem szolgál a cikkben szereplő információk forrásmegjelöléseként.